# Шенрок, Фёдор Фёдорович
Фёдор Фёдорович Шенрок (ок. 1800 — 1868) — генерал-майор, инспектор студентов Императорской медико-хирургической академии.

## Биография
Родился около 1800 года. Образование получил в Училище корабельной архитектуры.

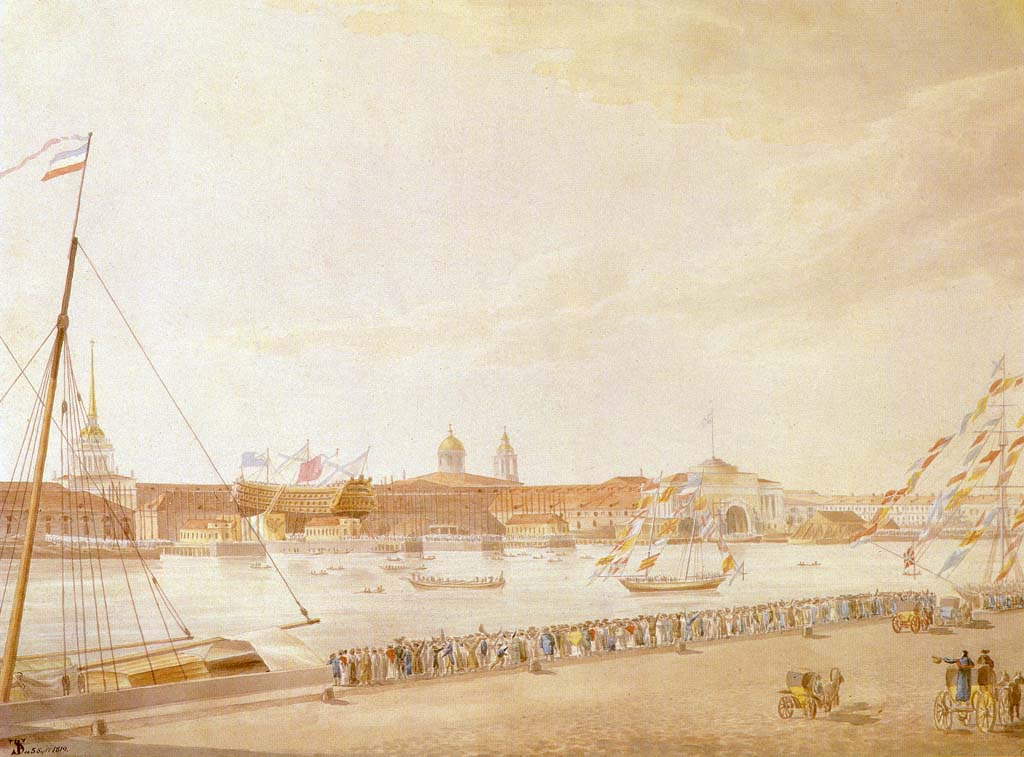
«Спуск корабля на Неве». Акварель Ф. Ф. Шенрока. 1819 г.

Во время обучения в училище увлекался рисованием. В 1819 году написал акварель «Вид на Адмиралтейство. Праздник 5 сентября 1819 года в честь спуска на воду корабля «Твердый», которая находится в собраниях Государственного Русского музея.
В 1825 году состоял на должности помощника библиотекаря в музее Государственного Адмиралтейского департамента (14 класс Табели о рангах).
В 1827 году получил чин коллежского секретаря (X класс), исполняя ту же должность помощника библиотекаря.
Затем продолжил службу в Учебном морском рабочем экипаже. С 5 июня по 4 октября 1830 года капитан Ф. Ф. Шенрок исполнял должность начальника экипажа, а затем при назначении начальником экипажа подполковника Ф. Ф. Щитовского, длительное время был его помощником. Был награждён орденом Святой Анны 3 степени

.
В звании майора Ф. Ф. Шенрок перешел на службу инспектором студентов в Санкт-Петербургскую Императорскую медико-хирургическую академию, которая с 1838 года была переведена в ведение Военного министерства.
1 мая 1858 года был произведён в генерал-майоры.
По воспоминаниям Я. А. Чистовича: «Шенрок, несмотря на тяжёлое для академии время, когда высшее начальство требовало подчас даже жестокой и беспощадной строгости по отношению к студентам, сумел неподдельным добродушием, прямотой характера и всегда остроумным и безобидным юмором смягчить суровость дисциплины». После выхода в отставку Ф. Ф. Шенрок жил в Санкт-Петербурге, где и скончался 18 февраля (1 марта) 1868 года.